# S:ta Maria kyrkas sakristia, Kumo
S:ta Maria kyrkas sakristia är en medeltida stensakristia belägen i Kumo i Finland. Den byggdes vid skiftet mellan 1540- och 1550-talen. Sakristian finns i centrum av Kumo i Tulkkilä, på norra stranden av Kumo älv. Platsen var ursprungligen en liten ö, som de omgivande flodbäddarna har införlivat med stranden. En stenkyrka planerades också, men projektet förföll. I stället för en stenkyrkan bredvid sakristian kom småningom två träkyrkor att byggas på platsen. Den sista revs 1845.
Sakristian är omgivet av en liten kyrkogård som fortfarande är i bruk. De tillhör Kumo kyrkoomgivning, som är en av de nationellt betydelsefulla byggda kulturmiljöerna som definieras av Finlands museiverk.

## Historik
Kumo socken är en av de äldsta kyrksocknarna i Finland. Det första skriftliga omnämnandet  är från 1280-talet, men den grundades troligen i början av samma sekel. Kumo var en av de viktigaste socknarna i Åbo stift, och med sin biskopsgård var den också centrum för hela Satakunda. Kumo sockenkyrka byggdes på en liten ö i Kumo älv. Under århundradena har flera träkyrkor legat på Mäenkumpare. Hur många de var och hur de såg ut är okänt. Den första kyrkan kan ha byggts redan på 1000-talet eller senast i mitten av 1200-talet. Kumo kyrka nämns första gången i handlingar från 1374 och kallas då Jungfru Maria kyrka.  

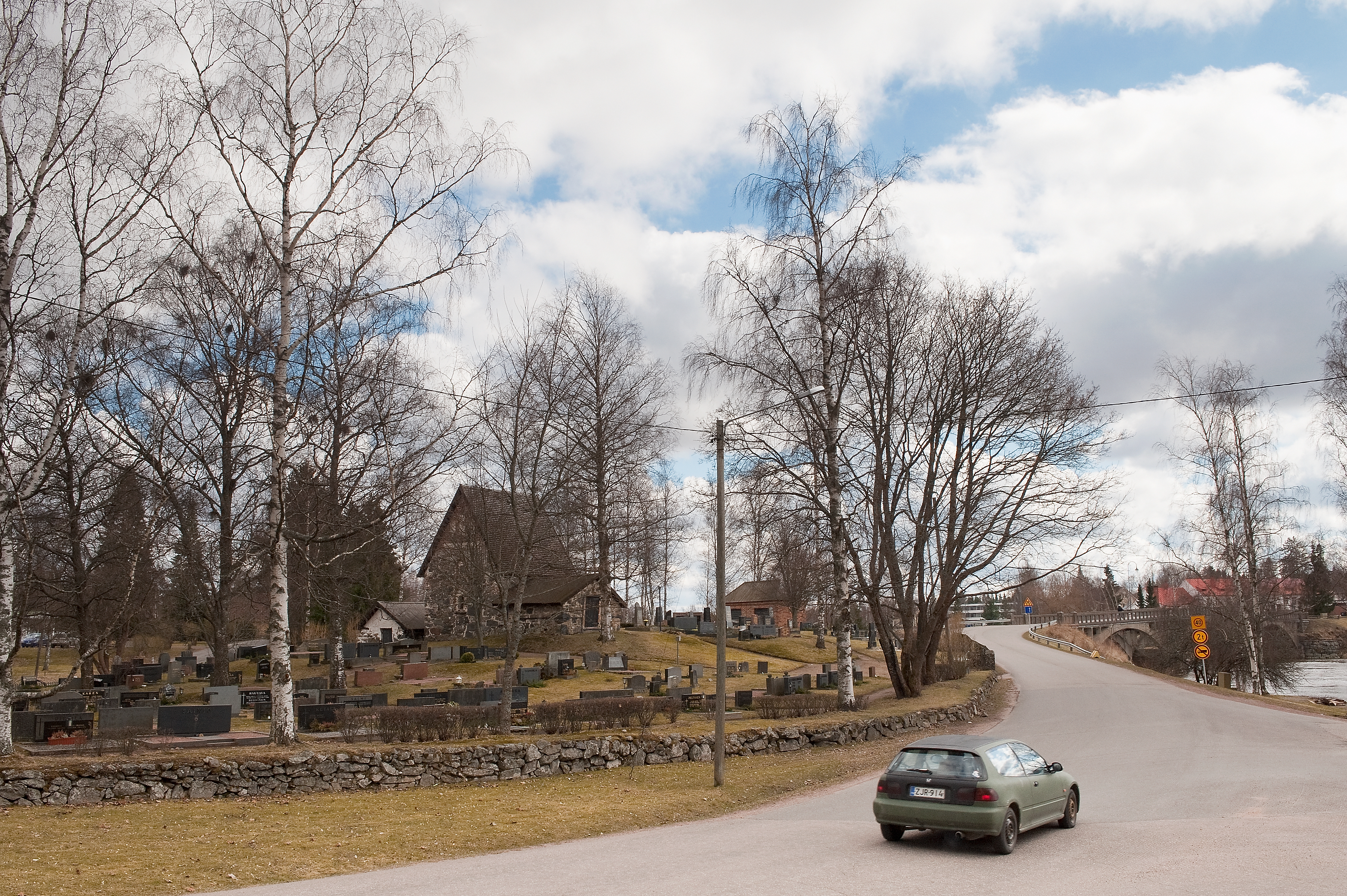
Sakristian och kyrkogården från norr.

Byggandet av stenkyrkan i Kumo och i hela resten av Satakunda inledds först i slutet av medeltiden. Tapio Salminen resonerar i Kumos historik att den sena starten kan ha berott på att Kumos var en kungssocken. Därför bidrog inte stiftet till byggandet. Bönderna å sin sida, var tvungna att underhålla Kumo slott och Kumo gård, så deras resurser räckte inte till för att bygga kyrkan. Dessutom var ungefär en femtedel av bönderna landbönder som betalade sin skatt till biskopen i Åbo. Byggprojektet startade först efter 1547, då biskopens gods överfördes till kronan under reformationen. Åren 1551–1552 returnerade Gustav Vasa en del av Kumoböndernas tidigare skatter till biskopen för att bygga en stenkyrka i Kumo. Kyrkan och långhusets grund gjordes. Men bygget avbröts. Enligt Salminen skulle avbrottet i arbetet kunna bero på de administrativa reformer som gjordes i Satakunda, vilket ökade skattebördan för bönderna. En annan möjlig orsak var det ökade laxfisket, som skulle påverkat böndernas möjlighet få timmer forslat till kyrkbygget.
Tapio Salminen har utifrån kungens brev och rättegångshandlingar kommit fram till att sakristian i Kumo byggdes mellan 1548 och 1551 och att stenkyrkoprojektet övergavs senast 1552. Denna uppfattning stöds av den dendrokronologiska datering som kyrkoherde Heikki Hämäläinen gjorde vid universitetet i Joensuu i slutet av 1980-talet, enligt vilken en av stockarna som använts fälldes mellan 1546 och 1555. Det är inte känt om bygget av stenkyrkan startade efter att den gamla träkyrkan brunnit ner branden eller om den revs för att ge plats åt den planerade stenkyrkan. Sedan arbetet stoppats färdigställdes slutligen en ny provisorisk träkyrka på kyrkans södra sida men på den planerade stenkyrkans grundstenar.  Tanken var att fortsätta murararbetet och ersätta kyrkans trädelar med sten, men byggmaterialet togs tydligen till Björneborg, där Hertig Johan planerade att bygga ett slott. Den på platsen uppförda träkyrkan förstördes i en brand 1641 och ersattes av en något mindre träkyrka. Den nuvarande Kumo kyrka stod färdig på södra sidan av ån 1786. Mariakyrkan användes inte längre och förföll. Den revs slutligen 1845. Under rivningsarbetet hittades grunden till stenkyrkan med anor från början av 1550-talet.

## Arkitektur och artefakter

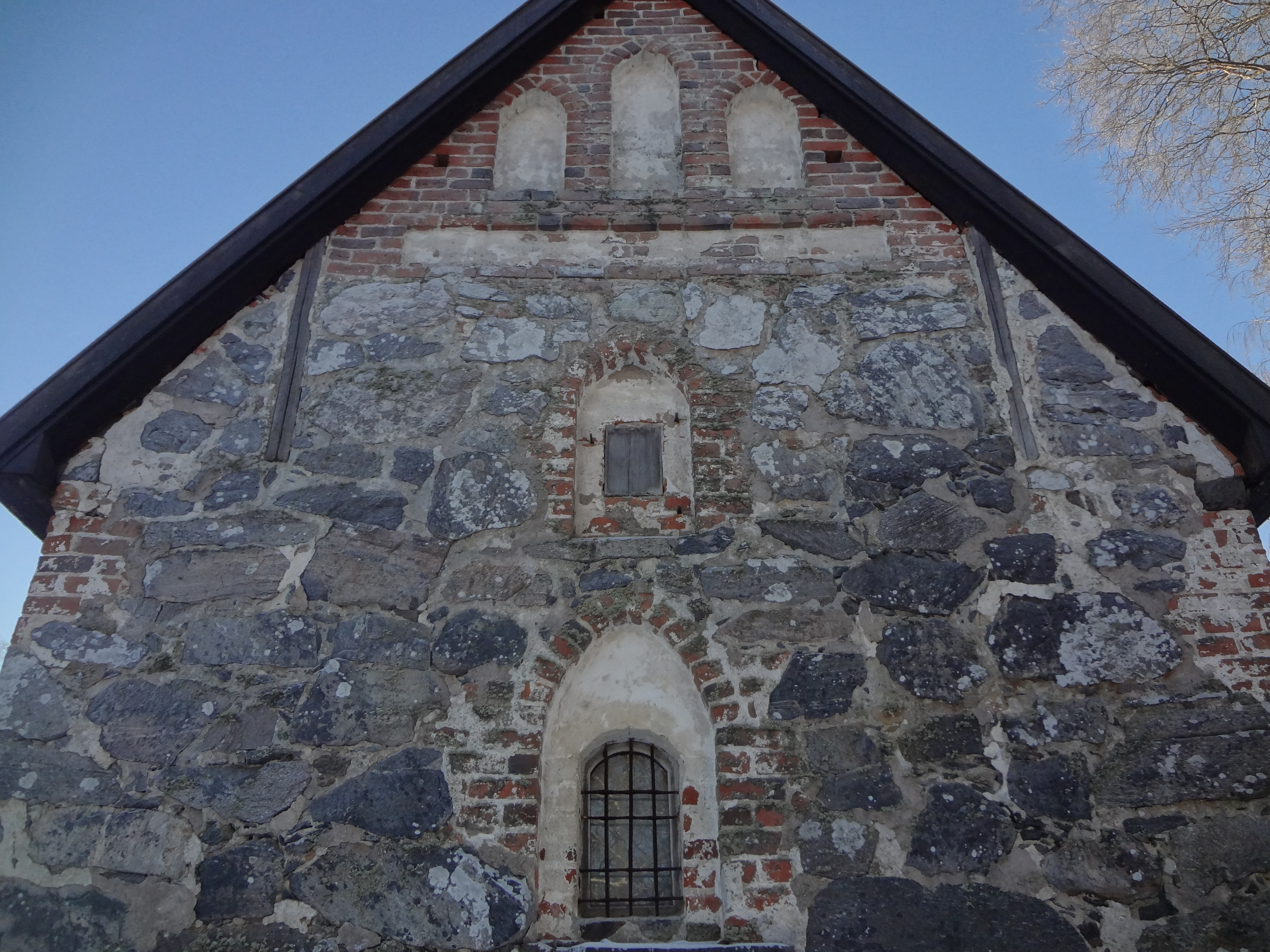
Utsmyckning av norra gaveln.

Sakristians  yttre mått är cirka 6,3×6,2 meter och de inre måtten är 3,8×3,7 meter, med väggar cirka 1,25 meter tjocka. Gaveltrianglarna är till största delen gjorda av tegel. I norra ändan finns en smal remsa av hörntegel, ovanför vilken det finns tre lansettbågformade vertikala nischer och två överlappande vertikala nischer under. Den nedre nischen har ett välvt fönster. Byggnaden är täckt med tegeltak, delar av takbjälken syns i ändtrianglarna. Enligt den medeltida byggmetoden gjordes taket så snart väggarna var plana, varefter ändtrianglarna murades sist.
Från dörröppningen i söder gick det förr en tvärgående fil till koret på de träkyrkor som låg söder om sakristian. Den dekorativa profileringen av den rundbågiga dörröppningen är mycket sällsynt i Finland. Ytterdörren är gjord av smide och fönstren har smidesgaller. Det finns ett välvt fönster på den östra sidan och inne i sakristian förvaringsnischer på tre väggar. Innertaket har ett högt tvärvalv. Inga spår av dekorationsmålningar på tak eller innerväggar har hittats. Ett betonggolv göts tydligen på 1960-talet. På västra sidan av sakristian ligger ett gravkapell som tillhörde Kilkus tjänstemannagård och på östra sidan ligger gravkapellet till Hassala säteri, som båda byggdes vid 1800-talets början.
Enligt Markus Hiekkanen, som har studerat medeltida stenkyrkor i Finland, visar sakristians  fönstersmyg och andra gaveldekorationer att även långhuset var planerat att bli imponerande.  Enligt statsarkeolog Juhani Rinne kan sakristians  senmedeltida drag jämförbaras med till exempel S:t Olofskyrkan i Tyrvis, men Hiekkanen säger att dess stilistiska och konstruktionsmässiga lösningar skiljer sig från andra medeltida stenkyrkor i Satakunda.
En nattvardsbägare i silver, en ljusstake i järn och två krucifix har överlevt från de medeltida kyrkorna som finns där. Ljusstaken förvaras fortfarande i sakristian, men krucifixen finns i kyrkorna i Kumo och Harjavalta. I sakristian finns också en nyare bänk.

## Miljö

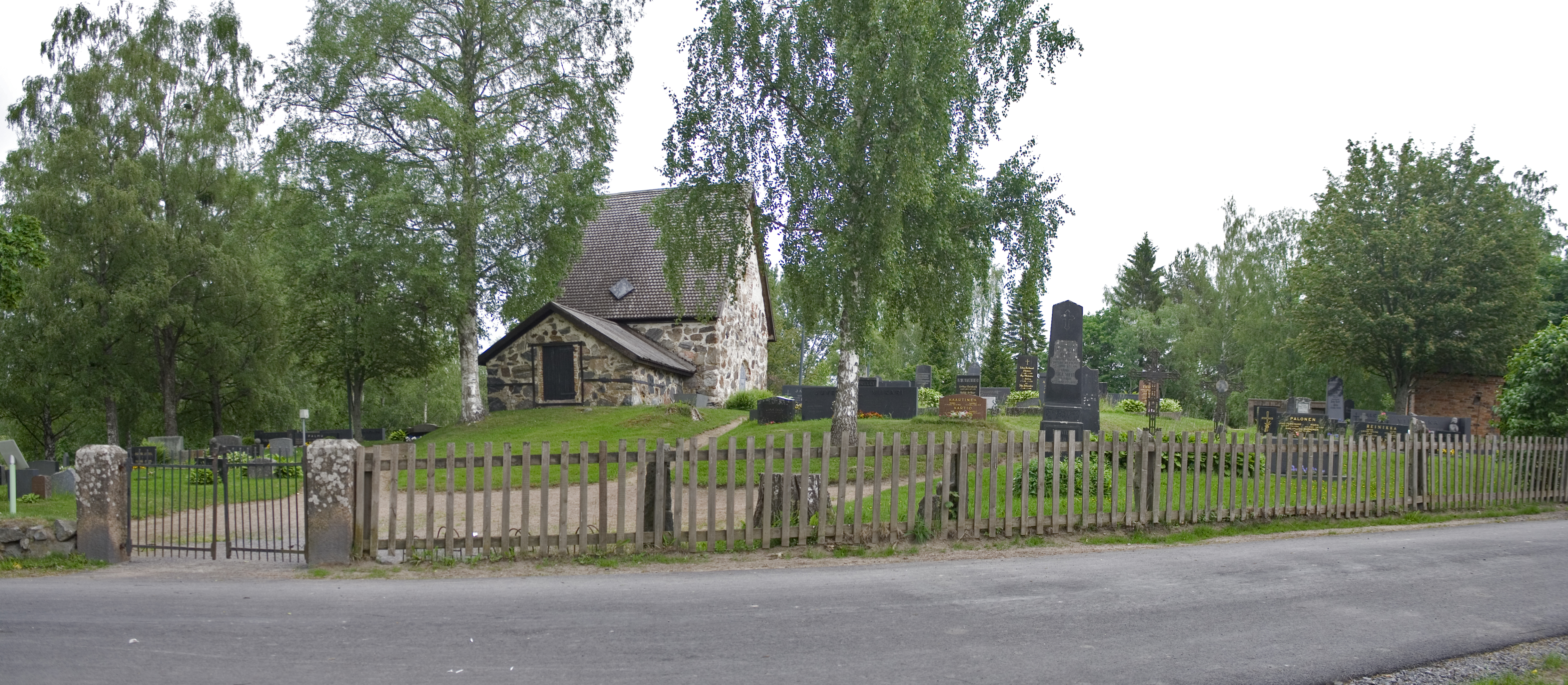
Sakristian västerifrån.

Kyrkogården  är cirka 0,35 hektar. Avlidna har möjligen begravts där redan under förkristen tid under det första årtusendet. Inga uppgifter finns bevarade om de tidigare begravningstraditionerna.Förutom de två gravvalven som byggts i anslutning till sakristian har kyrkogården ett tredje tegelbyggt gravvalv som är från 1800-talet.  Kyrkogården är fortfarande i bruk, men begravningar sker endast i gamla familjegravar. I familjegraven Tigerstedt ligger bland annat riksdagsledamoten Gustaf Tigerstedt och kaptenen Severin Tigerstedt begravda.
Nära Sakristian ligger Tulkkila-bro från 1918. Kumo prästgård ligger ett stenkast norrut. Den gamla huvudbyggnaden och bron brädes ner under inbördeskriget. Prästgården har funnits på samma plats åtminstone sedan 1200-talet.Idag används den som församlingens kansli. Sakristian ingår i den guidade kulturvägen från Villa Cuma till Kumo stad.